# Teresa Ruiz
Teresa Ruiz López (Santiago Matatlán, 21 dicembre 1988) è un'attrice messicana, nota per aver vinto il premio del Festival Internazionale del Cinema di Guadalajara come migliore attrice.

## Biografia
La Ruiz è conosciuta soprattutto per l'interpretazione di Nadia Basurto in Aquí en la Tierra di Gael García Bernal e per la serie Narcos: Messico di Netflix. Inoltre, ha interpretato il personaggio principale in Round Trip di Gerardo Tort (Viaje Redondo nella versione spagnola), ruolo che le ha permesso di vincere diversi premi come miglior attrice (tra cui il Mayahuel del Festival Internazionale del Cinema di Guadalajara, il Prix D'interprétation Féminine all'Amiens International Film Festival in Francia, l'India Catalina in Colombia e l'Academy Award in Messico. È la co-protagonista del cortometraggio The Delivery, insieme a Mickey Rourke, presentato dalla casa automobilistica Nissan nel 2015. La Ruiz è stata nel 2008 co-fondatrice della società di produzione Machete, che ha vinto la Caméra d'Or al 63º Festival di Cannes per il film Año bisiesto di Michael Rowe.

## Filmografia parziale

### Cinema
- Viaje redondo, regia di Gerardo Tort (2009)
- Mariachi Gringo, regia di Tom Gustafson (2012)
- Cantinflas, regia di Sebastiàn del Amo (2014)
- Un uomo sopra la legge (The Marksman), regia di Robert Lorenz (2021)
- Father Stu, regia di Rosalind Ross (2022)
- Ruido - Una voce che non si spegne, regia di Natalia Beristain (2022)

### Televisione

#### Serie TV
- Rebelde (2004-2005)
- El encanto del águila (2011)
- La casa de las flores (2018)
- Narcos: Messico (2018)
- Aquí en la Tierra (2019)
- Luis Miguel: La Serie (2019)
- Mo (2022)